# Harrisonburg (Virginia)
Harrisonburg è una città autonoma (independent city) degli Stati Uniti, nella parte settentrionale della Virginia. La città è capoluogo della contea di Rockingham, da cui è amministrativamente indipendente.